# Крысятник
«Крысятник» (фр. Sitcom, буквально — «Ситком») — полнометражный фильм французского сценариста и кинорежиссёра Франсуа Озона.
Приз «Золотой Байярд» на МКФ в Намуре (1998 год), номинировался на «Бронзового коня» на кинофестивале в Стокгольме.

## Сюжет
Николя и Софи — идеальные дети идеальных родителей. Николя погружён в учёбу, а Софи собирается замуж за своего идеального жениха Давида. Однажды отец семейства приносит в дом белую лабораторную крысу без имени. Появление нового члена семьи магическим образом начинает действовать на обитателей дома.
Во время одного из званых ужинов Николя встаёт и признаётся, что он гомосексуал. Мать в шоке, остальные стараются её успокоить. Мария — домработница семейства, присутствующая на ужине вместе со своим мужем Абду, преподавателем физкультуры в школе, предлагает ему как педагогу, поговорить с Николя. В результате открывается, что Абду — сам гомосексуал и между ним и Николя завязываются отношения. Тем же вечером дочь попадает под влияние крысы и, когда весь дом засыпает, выкидывается из окна, пытаясь покончить жизнь самоубийством. Софи остаётся жива, но получает паралич нижних конечностей и усаживается на кресло-каталку. Случай не оставляет неизменным и характер Софи — она увлекается садо-мазохистской темой и начинает истязать себя и своего жениха, оставшегося ей верным после всего случившегося.
Мария в корне меняет своё отношение к рабочим обязанностям и дни напролёт делает себе разнообразные причёски и развлекается с Софи.
На фоне этих метаморфоз начинают портиться внутрисемейные взаимоотношения. Николя устраивает в своей комнате групповые гей-оргии. Софи постоянно закатывает истерики и обвиняет мать в том, что она всегда любила сына больше, чем её. Мать переживает и, пытаясь разрешить возникшую конфликтную ситуацию, обращается за помощью к психоаналитику. Отец же, напротив, сохраняет ледяное спокойствие и равнодушие.
Мать, которая с самого начала испытывала отвращение к крысе-питомцу, попадая под её влияние, решается на последнюю по её мнению меру — соблазняет Николя. Так она надеется вернуть сына «на путь истинный» и привить ему тягу к женскому полу. Однако Николя по-прежнему остается гомосексуалом.
Обо всём произошедшем мать рассказывает своему психоаналитику, который советует отправиться им всем вместе на выходные на групповую психотерапию, чтобы восстановить мир в семье. Дети поддерживают мать, отец же, опять проявляя равнодушие к проблемам в семье, отказывается и остаётся в одиночестве. Ему снится объясняющий всё сон: в свой день рождения он возвращается домой. В гостиной его встречают все домочадцы, Давид, Мари и Абду. В их руках праздничный торт со свечами, они со счастливыми лицами поют поздравительную песню. Отец же достаёт из портфеля пистолет и в упор расстреливает их.
Просыпается он от телефонного звонка жены — она сообщает ему, что, благодаря доктору, им удалось выяснить, что причиной их раздоров является та самая белая крыса, и просит немедленно избавиться от неё. Отец зажаривает животное в микроволновке и съедает, отчего сам на следующее утро превращается в гигантскую крысу.
По возвращении из пансионата, гораздо более дружелюбные и счастливые, мать с детьми обнаруживают эту гигантскую крысу, которая нападает на мать. Дети вместе с Давидом приходят матери на помощь, и Софи убивает крысу-отца огромным ножом.
Избавление от отца привносит в семью покой и взаимопонимание. Мать соглашается с особенностями своих детей и сближается с Мари, которую раньше ненавидела за её халатность. Вставшая с коляски на костыли Софи мирится с Давидом, Николя и Абду уже не скрывают свой союз. Мать по телефону довольно тепло разговаривает со своей подругой Франсуазой.

## В ролях
- Эвелин Дандри — мать
- Франсуа Мартуре — отец
- Марина де Ван — Софи
- Адриен де Ван — Николя
- Стефан Ридо — Давид
- Лусия Санчес — Мария
- Жюль-Эммануэль Эйум Дейдо — Абду